# Panchlora bidentula
Panchlora bidentula är en kackerlacksart som beskrevs av Morgan Hebard 1916. Panchlora bidentula ingår i släktet Panchlora och familjen jättekackerlackor. Inga underarter finns listade i Catalogue of Life.